# ARA Bahía Paraíso (B-1)
«Баи́я-Параи́со» (исп. ARA Bahía Paraíso) — аргентинское дизель-электрическое транспортно-ледокольное и океанографическое судно.

## История строительства
Построено в 1981 году в Аргентине компанией Astilleros Principe y Menghi S.A. (Док-Суд, провинция Буэнос-Айрес). Судно имело два кормовых винта.

## Служба
«Баия-Параисо» занималось снабжением аргентинских научных баз и проводкой судов в Антарктике. Участвовало в Фолклендской войне (см. Операция «Росарио»): на начальном этапе в качестве флагманского корабля соединения, захватившего остров Южная Георгия (с корабля высадилось 40 морских пехотинцев, в том числе печально известный Альфредо Астис), в конце войны в качестве госпитального судна.

## Катастрофа
28 января 1989 года «Баия-Параисо» потерпело крушение у берегов Антарктического полуострова, в районе американской научно-исследовательской базы Палмер. В результате катастрофы в море попало дизельное топливо с судна.